# Thorellina
Thorellina is een geslacht van spinnen uit de  familie van de wielwebspinnen (Araneidae).

## Soorten
- Thorellina acuminata (Thorell, 1898)
- Thorellina anepsia (Kulczyński, 1911)